# نسل اژدها
نسل اژدها (به انگلیسی:Dragon Seed)رمانی نوشته نویسنده آمریکایی پرل باک که در سال ۱۹۴۲ انتشار یافت.

## داستان
این کتاب داستان خانواده‌ای چینی را در زمان جنگ ژاپن و چین روایت میکند.